# Maskertoerako
De maskertoerako (Crinifer personatus, synoniem Corythaixoides personatus) is een vogel uit de familie Musophagidae (toerako's).

## Verspreiding en leefgebied
Er zijn twee ondersoorten:
- C. p. personatus: deze ondersoort komt alleen voor in de Ethiopische Riftvallei.
- C. p. leopoldi: deze ondersoort komt vooral voor in Tanzania en omringend Z-Oeganda, Zuidwest-Kenya]  tot in het noorden van Malawi en Zambia. (deze ondersoort wordt ook als aparte soort beschouwd)

Het leefgebied bestaat uit savanne begroeid met struikgewas.